# Mohylewski Uniwersytet Państwowy im. Arkadzia Kulaszoua
Mohylewski Uniwersytet Państwowy im. Arkadzia Kuliaszowa (biał. Магілёўскі дзяржаўны ўніверсітэт імя Аркадзя Куляшова, МДУ імя Куляшова; ros. Могилёвский государственный университет имени Кулешова, МГУ имени Кулешова) – białoruska uczelnia z siedzibą w Mohylewie.
Korzenie placówki sięgają 1 lipca 1913, gdy utworzono Mohylewski Instytut Nauczycielski mający kształcić kadrę pedagogiczną na terenie guberni mohylewskiej i witebskiej. Pierwsze zajęcia odbyły się 1 października tego samego roku. Rektorem Instytutu został doktor nauk teologicznych W. M. Tyczynin.
W 1916 roku mury uczelni opuściło 33 absolwentów. W czasie I wojny światowej w Instytucie pracowało 8 wykładowców.
W grudniu 1918 dokonano przekształcenia placówki w Mohylewski Instytut Pedagogiczny przyznając mu status szkoły wyższej. W 1930 umożliwiono absolwentom kształcenie się na studiach aspiranckich. Na krótko przed wybuchem wojny niemiecko-sowieckiej w 1941 roku w Instytucie uczyło się ponad 2 tys. studentów i wykładało 69 pracowników naukowych.
W 1970 dokonano uroczystego otwarcia nowego kampusu uczelnianego przy ul. Kosmonautów. Osiem lat później uczelni przyznano imię białoruskiego pisarza Arkadzia Kuliaszowa. W roku 1997 rangę placówki podniesiono przekształcając ją w istniejący do dziś Mohylewski Uniwersytet Państwowy im. Arkadzia Kuliaszowa.
Obecnie uczelnia składa się z 10 wydziałów i 38 katedr, a w jej murach pobiera nauki ponad 7,6 tys. studentów (w tym 4,3 tys. na studiach dziennych). Na uczelni zatrudnionych jest ponad 450 wykładowców, w tym 25 doktorów i profesorów.
Rektorem MUP jest historyk Dzianis Duk.

## Oskarżenia o represje polityczne wobec studentów
Uczelni zarzuca się wydalanie studentów z przyczyn politycznych. Według raportu przygotowanego przez polską Fundację Wolność i Demokracja, K.M. Bondarenka, rektor uczelni, wydalał studentów za działalność polityczną.

## Literatura
- pod redakcją dr. Dariusza Zalewskiego, Marka Bućko, Michała Kurkiewicza i Tomasza Pisuli: Białoruski system represji. Prześladowcy i ich ofiary. Raport z realizacji projektu „Centrum dokumentacji i pomocy ofiarom represji politycznych na Białorusi”. Warszawa: Fundacja Wolność i Demokracja, grudzień 2007, s. 72.